# Rhinobothryum
Rhinobothryum este un gen de șerpi din familia Colubridae.

Cladograma conform Catalogue of Life:
| Rhinobothryum | \| \| Rhinobothryum bovallii \| \| \| \| \| \| Rhinobothryum lentiginosum \| \| \| \| |
|               | \| \| Rhinobothryum bovallii \| \| \| \| \| \| Rhinobothryum lentiginosum \| \| \| \| |
|               | Rhinobothryum bovallii                                                                |
|               |                                                                                       |
|               | Rhinobothryum lentiginosum                                                            |
|               |                                                                                       |